# A小調
a小調是從A音開始的音樂的小調，組成的音有A、B、C、D、E、F、G及A（自然小调）。a小調是一個沒有升號和降號的調。
它的關係調是C大調，並行調是A大調。
匡茨認為a小調，还有c小调，對比起其他小調更加適合表達悲傷的感覺（Versuch einer Anweisung die Flöte traversiere zu spielen）。

## a小調的著名音樂作品
- 致愛麗絲 - 貝多芬
- House of the Rising Sun - 民謠
- Save Tonight - 格莱美
- Anthem for the Year 2000 - Silverchair
- Smooth Criminal - Alien Ant Farm（原唱者為米高·積遜）
- 艾麗西亞·基斯的《Songs in A minor》專輯中的「Jane Doe」。
- Amuro Namie的《Best Fiction》專輯中的「Sexy Girl」。